# 다카시마역
다카시마역(일본어: 高島駅 타카시마에키[*])은 일본 오카야마현 오카야마시 나카구에 위치한 서일본 여객철도 소속 철도역이며, 산요 본선의 정차역이다.

## 역 구조 및 승강장
상대식 2면 2선의 홈을 가지는 지상역. 산요신칸센의 고가 사이에 있다. 역사는 히메지 방면 측에 있어, 반대측의 오카야마 방면에는 과선 사이 다리서 연락하고 있다. 구내에는 절대 신호기를 가지지 않기 때문에, 정류소로 분류된다.
| 플랫폼 | 노선                      | 방향   | 행선지                                     |
| ------ | ------------------------- | ------ | ------------------------------------------ |
| 1      | ■산요 본선                | 상행선 | 와케 ・ 히메지 방면                        |
| 1      | ■아코 선                  | 상행선 | 사이다이지 · 반슈아코 방면                 |
| 2      | ■산요 본선(■아코 선 포함) | 하행선 | 오카야마 · 구라시키 · 후쿠야마 · 니미 방면 |

## 인접 역
| 서일본 여객철도 산요 본선 | 서일본 여객철도 산요 본선 | 서일본 여객철도 산요 본선 |
| ------------------------- | ------------------------- | ------------------------- |
| 히가시오카야마 고베 방면  | ■ 산요 본선               | 니시가와라 모지 방면      |